# Тактичний урбанізм
Тактичний урбанізм — це всеосяжний термін, який використовується для пояснення мало затратних, тимчасових змін у штучному середовищі. Зазвичай це міста, які мають на меті покращення місцевих мікрорайонів та громадських місць.
Тактичний урбанізм також відомий як партизанський урбанізм, поп-ап урбанізм, відновлення міста, або рукотворний урбанізм.

## Визначення
Спілка з питання планів вуличних робіт, визначає тактичний урбанізм як підхід до урбаністичних змін, які мають п'ять наступних характеристик:
1. Обміркований та поетапний підхід до змін.
2. Пропозиції місцевих рішень для місцевих завдань.
3. Короткострокові дії та реальні очікування.
4. Висока винагорода за низькі ризики.
5. Розвиток соціальної столиці між громадянами та створення організаційної спроможності між державно-приватними та некомерційними установами і їх складовими.

## Походження
Цей термін було створено близько 2010,для того щоб описати  ряд існуючих методів. Його створення приписують Нью-Йоркському міському топографу Майку Лайдону. Рух ідеї тактичного урбанізму черпає натхнення з міських експериментів, включаючи  Цикловію, та створення площ та торгових центрів у Нью — Йорку, під час візиту Дженет Садік-Хан комісаром Транспортного Департаменту Нью-Йорка.
Формально, як рух, тактичний урбанізм виник після зустрічі групи «Нью Дженерейшн оф Нью Урбаніст» у Новому Орлеані в листопаді 2010 року.
Його рушійною силою є ідея перекладення відповідальності на окремих людей, для того, щоб вони взяли на себе особисту відповідальність за створення будівель, вулиць, кварталів, міст. Після зустрічі проект, який мав назву «Тактичний урбанізм: Короткочасні дії | довготривалі зміни», було розроблено групою NextGen. Це було зроблено з метою визначення тактичного урбанізму та заохочення до різних заходів для поліпшення вигляду міст та сприяння позитивним змінам у районах та громадах.
В англійському перекладі книги французького автора Мішеля де Серто «Практика повсякденного життя» 1984 року, термін «Тактичний урбанізм» не використовувався для опису подій, що відбувалися у Парижі у 1968 році. Сертуа описував тактичний урбанізм як протилежність терміну «стратегічний урбанізм», хоча сучасне використання має тенденцію не робити цього розмежування.
Слоган «Легше, Швидше, Дешевше» належить Проекту Громадських Просторів. Він належить урбаністичному дизайнеру Еріку Рейнольдсу, який використовував його для опису такого ж основного підходу, вираженого тактичним урбанізмом.

## Типи заходів
Проекти тактичного урбанізму істотно відрізняються відповідно до обсягу, розміру, фінансування та підтримки. Вони часто починаються просто як місцеві втручання  а вже потім поступово поширюються в інші міста. В деяких випадках муніципальні органи влади переймають їх, як найкращу практику.

### Краще призупиняти ініціативи
Тимчасове змінення вулиць за допомогою дешевих чи пожертвуваних матеріалів та за підтримки добровольців. Простір трансформується шляхом введення легко пересувних пунктів харчування, столиків на тротуарах, тимчасових доріжок для велосипедистів, та  звуження вулиць.

### Бомбінг стільцями
Процес відновлення матеріалів та їх використання для створення сидінь у громадських місцях. Стільці ставлять в затишних місцях, або там, де ніде присісти.

### Дефенсінг
Процес знесення парканів для того щоб знищити бар'єри між сусідами, прикрасити жилі райони та заохотити до будівництва громади.

### Депейвінг
Процес зняття непотрібної бруківки для прикрашення околиць та  озеленення проїжджої частини та паркінгів, та для того, що дощова вода могла поглинатися.

### Пересувні пункти харчування
Палатки та фургончики з їжею, використовуються щоб зацікавити людей до невикористаних громадських місць та надати можливість розвитку малого бізнесу для підприємців.

### Партизанське садівництво
Партизанське садівництво — процес засадження земельних ділянок, на які не мають права садівники. Сюди входять занедбані місця, ділянки, без належного догляду, або у приватній власності.

### Відкриті вулиці
Для того, щоб тимчасово забезпечити людей місцями для прогулянок, занять велоспортом, катання на скейті та соціальної діяльності; сприяти місцевому економічному розвитку та просвітити людей щодо впливу автомобілів в урбанізованому середовищі.

### ПАРК(інг) Дей
Дивись також Паркінг Дей
Щорічна подія, під час якої, вуличні парковки перетворюються на паркові зони. Парк(інг) Дей було вперше організовано у 2005 році, студією мистецтва та дизайну Ребарт.

### Бруківка на площах
Популяризована в Нью-Йорку бруківка на площах, передбачає перетворення простору на вулицях у корисний простір. Основним прикладом цього є перекриття Таймс Сквеа для автомобільного руху та його дешеве перетворення на пішохідну площу.

### Поп-ап кафе
Поп-ап кафе — сезонні внутрішні дворики або тераси, які обладнані влаштованими парковками, для того щоб забезпечити людей з прилеглих кав'ярень або просто перехожих, місцями, від великого напливу людей. Поп-ап кафе є дуже поширені у містах з вузькими тротуарними лініями, та там, де немає місця щоб посидіти або поїсти на відкритому повітрі.

### Поп-ап парки
Поп-ап парки тимчасово або назавжди перетворюють недооцінені простори в місця збору людей за рахунок благоустрою.

### Поп-ап крамнички
Поп-ап крамнички — це сезонні магазини роздрібної торгівлі, які відкриті в пустих магазинах, або знаходяться в приватній власності.